# Peter Franquart
Peter Franquart (Lilla, 4 gennaio 1985) è un ex calciatore francese, di ruolo difensore.